# 広島県道234号備後落合停車場線
広島県道234号備後落合停車場線（ひろしまけんどう234ごう びんごおちあいていしゃじょうせん）は、広島県庄原市を通る一般県道である。

## 概要
庄原市西城町八鳥（はつとり）のJR西日本芸備線・木次線 備後落合駅前から庄原市西城町小鳥原（ひととばら）の国道183号交点に至る。

### 路線データ
- 起点：庄原市西城町八鳥（JR西日本芸備線・木次線 備後落合駅前）
- 終点：庄原市西城町小鳥原（国道183号交点）
- 総延長：87 m

## 地理

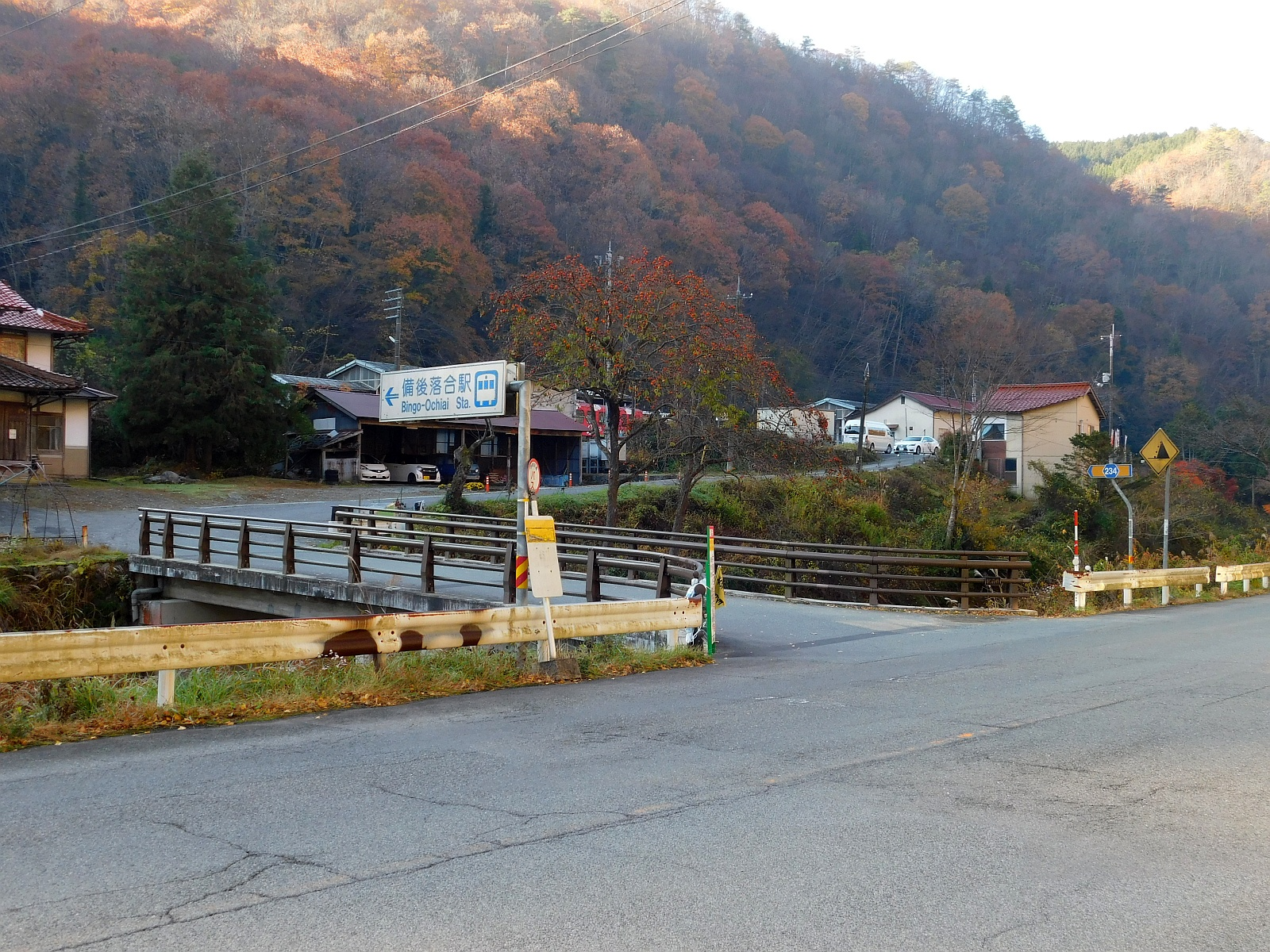
終点附近（中央奥に備後落合駅駅舎が見える）

### 通過する自治体
- 庄原市

### 交差する道路
| 交差する道路             | 交差する場所               | 交差する場所 |
| ------------------------ | -------------------------- | ------------ |
| 国道183号 国道314号 重複 | 西城町小鳥原（ひととばら） | 終点         |

### 沿線
- JR西日本芸備線・木次線 備後落合駅